# Борозна у чужому полі
«Борозна у чужому полі» — історичний роман українського письменника Івана Корсака, опублікований в 2014 році київським видавництвом "Ярославів Вал". 
Книга розміщена в Електронній бібліотеці «Україніка».
Роман знаного літератора з Волині Івана Корсака, про братів Тимошенків. Старшого брата Степана іменують  батьком  американської прикладної механіки, Володимир – член уряду Рузвельта,  Сергій був міністром шляхів уряду УНР, в еміграції, мешкаючи у Луцьку,  обирався послом і сенатором польського сейму, а ще він  започатковував модерний український стиль в архітектурі – в Грузії і Росії, Україні і Польщі, Чехії і Канаді, Парагваї та Аргентині зводилися будівлі за його проектами; храмів поміж тих будівель доля значна. А ще Сергіїв син Олександр був головним архітектором метро в Вашингтоні, зводив хмарочоси в Нью-Йорку, закладав підвалини Товариство українських інженерів Америки...
Шкода, звісно, що славетним цим вченим, інженерам і архітекторам так випало мало свій край розбудовувати, більше натомість Польщу чи Чехію, Вашингтон чи Нью-Йорк… Та склалося вже, як склалося, кожен з них свою борозну прокладав, хай навіть і не на своєму полі. Але ж воно, нивка до нивки, в висліді дасть поле загальнолюдське, вічне й невимірне: колись таки поцінують вклад нашого люду у поступ цивілізації світової. Істотно тепер, аби ці імена (лиш з одної родини четверо!), не розвіялися суходолами європейськими та заокеанськими обширами, не привласнювалися нетрудними…

## Зміст книги
- Борозна у чужому полі. Роман
- Руслана Давидюк. Історія талановитого роду